# オルサ級水雷艇
オルサ級水雷艇（イタリア語: Classe Orsa）とは、1930年代末にイタリア王国海軍（Regia Marina）が建造した水雷艇である。最初に就役した艇の名前からペガソ級水雷艇（イタリア語: Classe Pegaso）とも呼ばれる。

## 概要
同時期にイタリアで建造されたスピカ級水雷艇と比較して船団護衛をより強く意識しており、爆雷投射装置の搭載などにその考えが如実に表れている。
4隻が建造され、うち「ペガソ」と「プロチオーネ」の2隻は第二次世界大戦において1943年9月のベニート・ムッソリーニ失脚およびイタリア王国降伏時に自沈するが、「オルサ」と「オリオーネ」の2隻はドイツ海軍による接収を免れ、イタリア王国海軍における運用が続けられた。

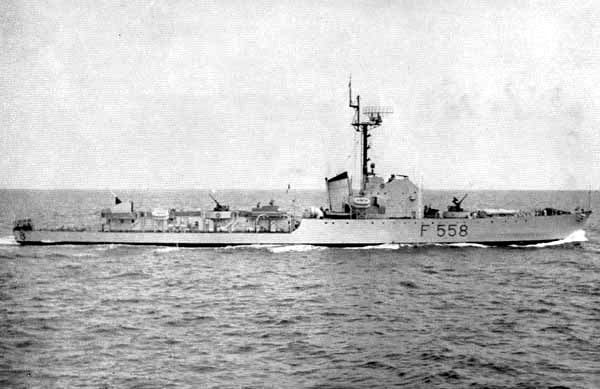
対潜フリゲートに改修後の「オルサ」（1960年撮影）

戦後は連合国に対する賠償艇としての引き渡しも免れ、魚雷発射管を撤去し対潜・対空戦闘能力を強化するために40mm機関砲やヘッジホッグを搭載したうえで対潜フリゲートに類別変更され、1964年までイタリア共和国海軍（Marina Militare）で運用された。

## 同型艇
| 艦名                      | 識別記号・ ペナント・ナンバー | 造船所                                          | 起工          | 進水          | 就役          | 退役                |
| ------------------------- | ----------------------------- | ----------------------------------------------- | ------------- | ------------- | ------------- | ------------------- |
| ペガソ （Pegaso）         | PG                            | Bacini & Scali Napoletani、ナポリ               | 1936年2月15日 | 1936年12月8日 | 1938年3月30日 | 1943年9月11日、自沈 |
| プロチオーネ （Procione） | PR                            | Bacini & Scali Napoletani、ナポリ               | 1936年2月15日 | 1937年1月3日  | 1938年3月30日 | 1943年9月11日、自沈 |
| オリオーネ （Orione）     | OR（建造時） F559（戦後）     | Cantieri Navali del Tirreno e Riuniti、パレルモ | 1936年4月27日 | 1937年4月27日 | 1938年3月31日 | 1964年退役          |
| オルサ （Orsa）           | OS（建造時） F558（戦後）     | Cantieri Navali del Tirreno e Riuniti、パレルモ | 1936年4月27日 | 1937年3月21日 | 1938年3月31日 | 1964年退役          |